# Radu Paladi

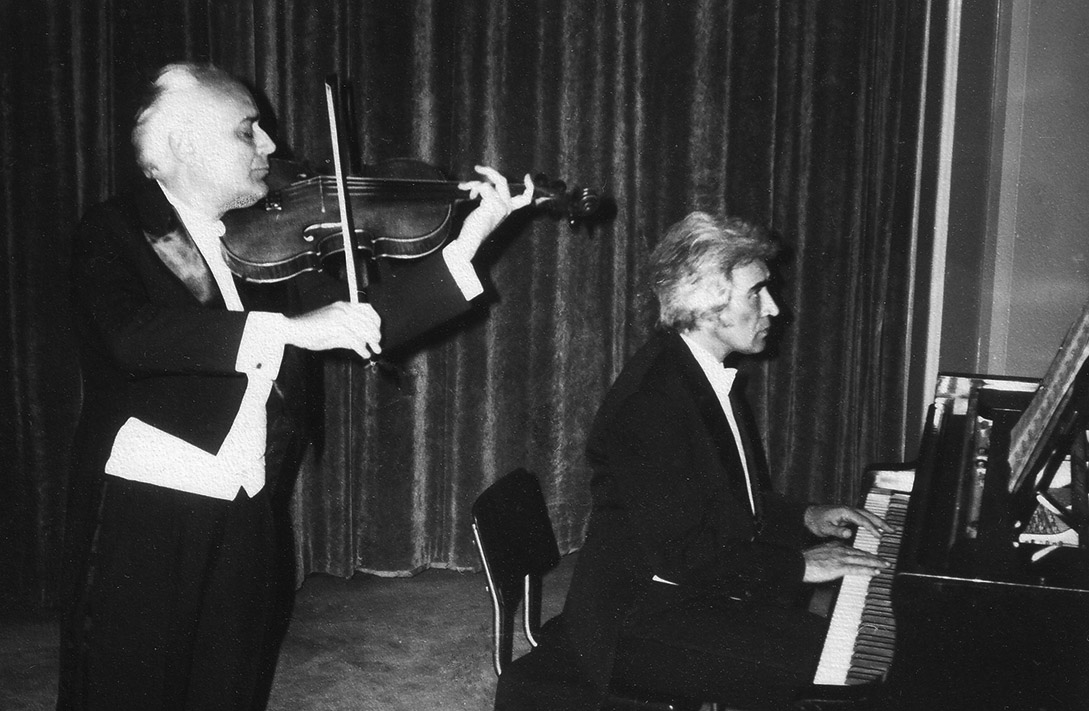
Cu violistul George Popovici

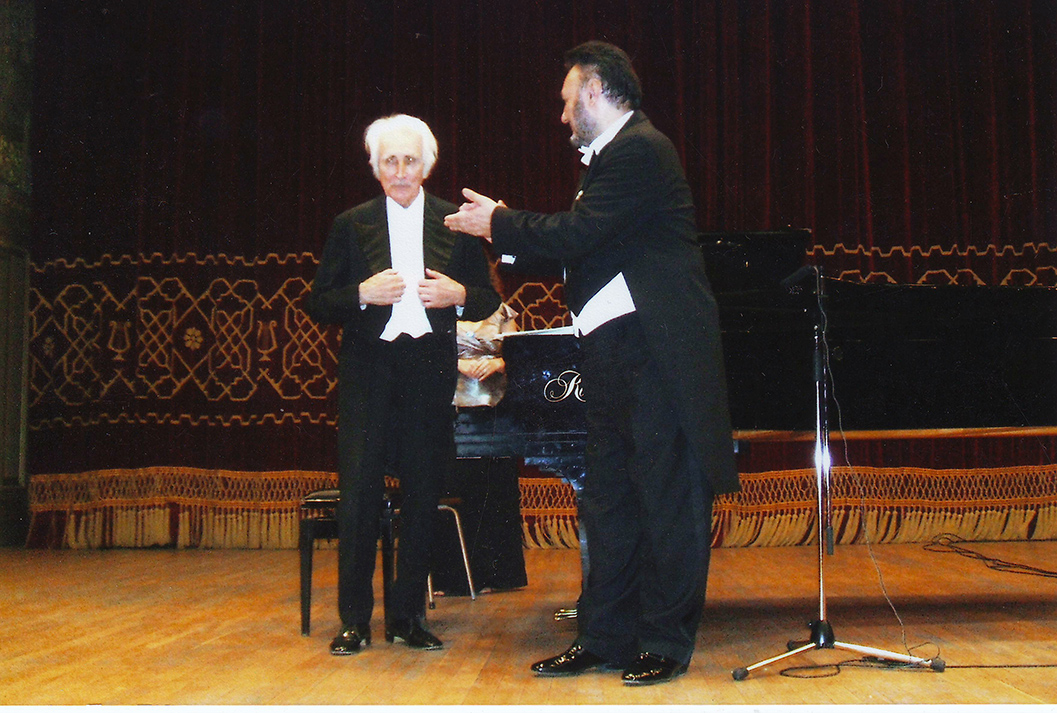
Cu basul Gheorghe Crasnaru

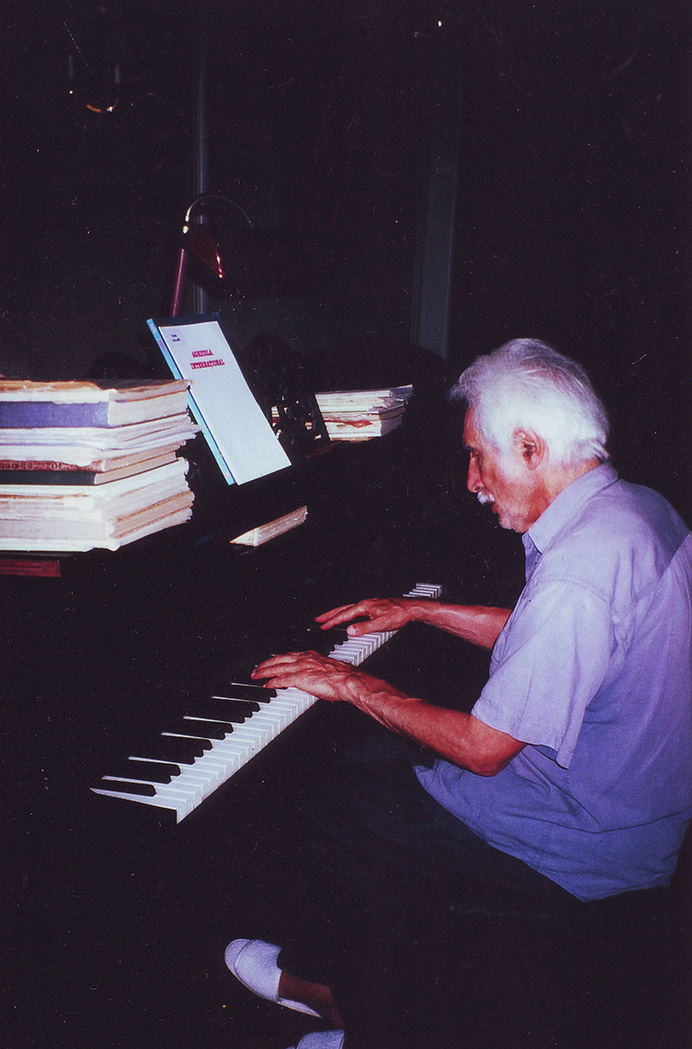
La pian

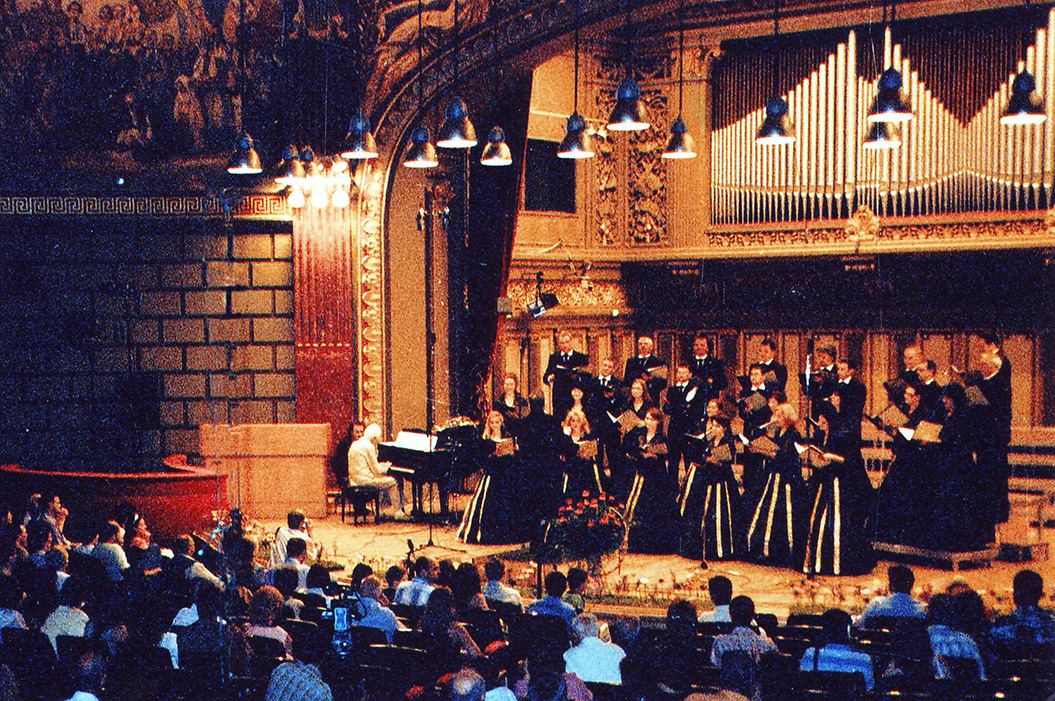
La pian, cu "Corala Danielescu"

Radu Paladi (n. 16 ianuarie 1927, Storojineț, România, astăzi în Ucraina, d. 30 mai 2013, București, România) a fost un compozitor, pianist și dirijor român. A scris muzică cultă de scenă, de film, corală, vocală, de cameră, simfonică, vocal-simfonică și concertantă.

## Studii
La Conservatorul de muzică din Cernăuți a studiat pianul cu Titus Tarnavski (1941-1943). Între 1947 și 1956 a urmat cursurile Academiei Regale de Muzică și Arte Dramatice din București (ulterior denumită Conservatorul Ciprian Porumbescu) unde a studiat pian cu Florica Musicescu, compoziție cu Leon Klepper, armonie cu Paul Constantinescu și orchestrație cu Theodor Rogalski.

## Carieră didactică
Radu Paladi a fost lector (1954-1963) și ulterior conferențiar (1963-1996) la Institutul de Artă Teatrală și Cinematografică din București.

## Activitate artistică
Radu Paladi a fost membru al Uniunii Compozitorilor și Muzicologilor din România, de la înființarea acestei instituții în anul 1949.
A susținut recitaluri camerale în calitate de pianist în România, Spania, Germania și concerte ca solist al propriului Concert pentru pian în primă audiție, cu Orchestra Filarmonică din Iași, apoi cu Orchestra Filarmonică din Botoșani și în înregistrarea acestei lucrări cu Orchestra Națională Radio. Radu Paladi a deținut funcțiile de director și dirijor al Orchestrei filarmonice din Botoșani (1969-1972), a fost conducător a numeroase formații corale de amatori din România,  și a fost membru în jurii la concursuri de compoziție, de interpretare corală sau instrumentală.

## Creație

### Muzică de scenă
- Pălăria florentină (1957)
- Sălbatecii (1958)
- Școala Calomniei (1961)
- D-ale Carnavalului (1962)

### Muzică de film
- Fluierașul fermecat  (desene animate),  regia Pascal Rădulescu și Constantin Popescu (1954)
- Ciulinii Bărăganului (1958), regia Louis Daquin
- La porțile pămîntului (1966), regia Geo Saizescu
- Pe drumul Thaliei (1965)

### Muzică corală
- Peste 200 lucrări pentru cor mixt a cappella, cor cu pian, cor cu orchestră
- 60 de Colinde pentru cor mixt a cappella, după Culegerile întocmite  de Béla Bartok, Sabin Drăgoi, George Breazul, Gheorghe Cucu (1990-1995)
- 12 Poeme pentru cor mixt a cappella pe versuri de Mihai Eminescu (1988-1992)

### Muzică vocală
- 8 Lieduri pentru soprană și pian
- 4 Duete pentru soprană, bas-bariton și pian
- 13 Lieduri pentru bas-bariton și pian

### Piese pentru pian solo
- Suita pentru pian (1949)
- Temă cu variațiuni (1950)
- Rondo a capriccio (1954)
- Preludiu și fugă (1955)
- Cadență la Concertul pentru pian K.V. 491 în do minor de W.A.Mozart (2011)

### Muzică de cameră
- Cvartet de coarde nr.1 în do minor (1955)
- Cvintet de suflători  (1998)
- Cvartet de coarde nr.2 (2013)

### Muzică simfonică și vocal-simfonică
- Suita simfonică „Fluierașul fermecat” (1954)
- Suita simfonică „Sălbatecii” (1958)
- Suita simfonică „Ciulinii Bărăganului” (1957)
- Cantata „Dar de Nuntă” (1957)
- Oratoriul „Eliberării” (1959)
- Cantata „Poem de slavă” (1964)

### Muzică concertantă
- Concert pentru pian și orchestră în Do major (1989)
- Concert pentru vioară și orchestră în mi minor (2002)

## Discografie
- Quartetto per archi (prima registrazione mondiale), Quartetto Academica Produtto della DYNAMIC  s.r.l. Genova, 1979
- 2 Colinde: „Dimineața di Crăciunu”, „Colo sus la răsăritu”, Corul Academic Radio, dirijor Aurel Grigoraș UCMR-ADA 1523011 Editura Casa Radio, 2001
- 2 Colinde, Corul Academic Radio, dirijor Aurel  Grigoraș Producător: Editura Muzicală UCMR, 2005
- De ce nu-mi vii? Corul Academic Radio, în: Antologia Muzicii românești, Creații corale românești nr.1, Producător UCMR-ADA 2A 18481
- Noapte de vară, Corul Academic Radio, dirijor Aurel Grigoraș, în: Antologia Muzicii românești, Creații corale românești nr.2, Producător UCMR-ADA 031.076050

- Atât de fragedă, Corul Academic Radio,  dirijor Dan Mihai Goia, în: Antologia Muzicii românești, Creații corale românrști nr 9, Producător UCMR-ADA RO9AF125012655
- 2 Colinde: „Dimineața di Crăciunu”, „Colo sus la răsăritu”, Corul Academic Radio în: Antologia Muzicii românești, Creații corale românești, nr 10. Producător UCMR-ADA RO9AF105012464, 2009

- String Quartet Nr.1 in C minor, Lupot String Quartet ars sonandi, 2015

- Streichquartett Nr.1 in C minor, Martfeld Quartett Coviello Classics, 2016 COV 91607 Made in Germany

## Tiparituri
- Suita pentru pian, Editura de Stat, București, 1951
- Suita pentru pian, Editura de Stat pentru literatură și artă, București, 1954
- Suita pentru pian, Editura Muzicală, București, 1968
- Suita pentru pian (fragment) în: Rumänische Klavierminiaturen, Leipzig, ed. Peters, 1976

- Rondo a capriccio, Editura Muzicală a Uniunii Compozitorilor din  România, 1953.
- Rondo a capriccio, Editura de Stat pentru literatură și artă, 1954

- Cvartet de coarde nr.1, Editura Muzicală, București, 1960

- Cvartet de coarde nr.1, Editura Muzicală, București, 2017

- Radu Paladi, Coruri,  Editura de Stat pentru literatură și artă, 1956
- Radu Paladi, Cântece și Coruri,  Editura Muzicalâ a Uniunii Compozitorilor din România, 1967

- Radu Paladi,  Poem de slavă pentru tenor, soliști, cor mixt și orchestră, pe versuri de Corneliu Șerban, Editura Muzicalâ a Uniunii Compozitorilor din România, 1968

- Radu Paladi, Două piese pentru cor și orchestră, pe versuri de Vlaicu-Bârna, Editura Muzicală, 1975
- Dar de Nuntă, Cantată pentru cor mixt și orchestră, pe versuri de Ion Serebreanu, Editura Muzicală. 2003
- Dar de Nuntă, reducție pentru pian, Editura Muzicalâ. 2003
- 8 Lieduri pentru soprană și pian, Editura Muzicală, București, 2013
- Concert pentru vioară și orchestră, Editura Muzicală, București, 2014
- Cvintet de suflători, Editura Muzicală, București, 2014
- Lieduri și Duete pentru voci grave, medii, înalte și pian, Editura Muzicală, București, 2014
- Piese pentru pian, Editura Muzicală, București, 2014
- 12 Poeme pe versuri de Mihai Eminescu, Editura Muzicală, 2014
- Cvartet de coarde nr.2, Editura Muzicală, București, 2014
- Concert pentru pian și orchestră, Editura Muzicală, București, 2015

## Premii și distincții
- Premiul I la Concursul național de creație muzicală, București (1951)
- Premiul I și Medalia de aur la Concursul internațional de creație muzicală, Moscova, pentru Cantata "Dar de nuntă" pentru cor mixt și orchestră (1957)
- Premiul III la Concursul internațional de creație muzicală, Moscova, pentru Cvartetul de coarde nr. 1 (1957)
- Premiul Uniunii Compozitorilor și Muzicologilor (1974, 1976, 1978, 1979, 1981, 1984, 1986, 1987, 1988, 1993, 1996)
- Premiul Academiei Române (1980)
- Premiul de Excelență al Uniunii Compozitorilor și Muzicologilor (2002)
- Marele premiu pentru întreaga activitate decernat de Uniunea Compozitorilor și Muzicologilor (2007)

### Decorații
- Ordinul Muncii clasa a III-a (12 august 1959) „pentru activitate rodnică în dezvoltarea științei și culturii din Republica Populară Romînă”[3]
- Ordinul Meritul Cultural clasa a III-a (12 septembrie 1968) „pentru merite deosebite în activitatea muzicală”[4]
- Ordinul 23 August (1979)
- Ordinul național „Pentru Merit” în grad de Cavaler (1 decembrie 2000) „pentru realizări artistice remarcabile și pentru promovarea culturii, de Ziua Națională a României”[5]

## Legături externe
Materiale media legate de Radu Paladi la Wikimedia Commons
- http://dumitrugraur.wordpress.com/2013/06/03/in-memoriam-radu-paladi/
- http://www.youtube.com/watch?v=2NSC9QJK03g
- http://www.youtube.com/watch?v=PUlm0NftNoc
- http://no14plusminus.ro/2013/06/09/radu-paladi-in-memoriam/ Arhivat în 15 noiembrie 2013, la Wayback Machine.
- http://www.romania-muzical.ro/stiri/stire.shtml?g=5&c=49&a=1167891